# Colonia Prosperidad
Colonia Prosperidad es una localidad situada en el departamento San Justo, provincia de Córdoba, Argentina.
Se encuentra situada a la vera de la RN 158 y sobre un ramal del Ferrocarril de Cargas General Belgrano que no funciona desde 1977.
Dista de la Ciudad de Córdoba en 208 km, aproximadamente.
La principal actividad económica es la agricultura seguida por ganadería, siendo los principales cultivos la soja y el maíz.
La producción láctea también tiene relevancia en la economía local y apicultura.
Los servicios públicos como la luz, el gas y el agua están a cargo de San Francisco 
Existen en la localidad un dispensario, una escuela primaria, un puesto policial y un edificio comunal en el que se efectúan gran parte de las funciones administrativas: hay poca cantidad de viviendas y es una zona de mucho campo.

## Geografía

### Población
Cuenta con 373 habitantes (Indec, 2022), lo que representa un incremento del 16,5% frente a los 314 habitantes (Indec, 2010) del censo anterior.
| Gráfica de evolución demográfica de Colonia Prosperidad entre 1991 y 2022 |
|                                                                           |
| Fuente: Censos nacionales del INDEC                                       |

### Clima
El clima es templado con estación seca, registrándose una temperatura media anual de 25 °C aproximadamente. En invierno se registran temperaturas inferiores a 0 °C y superiores a 35 °C en verano.
El régimen anual de precipitaciones es de aproximadamente 800 mm.[cita requerida]